# Cometa de les Mussoles
La Cometa de les Mussoles o des Mussoles és una coma que es troba dins el terme municipal de la Vall de Boí, a l'Alta Ribagorça, i dins del Parc Nacional d'Aigüestortes i Estany de Sant Maurici.
El seu nom prové «del basc, mun-tzi-ol-a, cabana de l'aturonament, del massís de turons».
S'estén des de la seva confluència amb les Mussoles cap al Pic Gran del Pessó al sud. Juntament amb la Coma Roia, que des de la seva part mitjana s'estén direcció sud-sud-est cap al Pic Roi, conformen la vall occidental de les dues que formen la Vall de les Mussoles.

## Rutes[2]
La ruta surt del Planell de Sant Esperit resseguint la riba esquerra del Barranc de Llacs, fins a trobar i seguir, cap al sud-est, el Barranc de les Mussoles. Al trobar el punt on desaigua el Barranc de la Cometa de les Mussoles, la ruta ressegueix aquest barranc direcció sud.